# Церква Святого Спиридона (Скорень)
Церква Святого Спиридона (рум. Biserica Sfântul Spiridon) — християнсько-православна релігійна споруда, розташована в центрі села Скорень Страшенського району Молдови. Побудована у 1863  році. Пам'ятка архітектури національного значення, внесена до Реєстру пам'яток, що охороняються державою Республіки Молдова.
Церква побудована на місці давнішої, дерев'яної церкви. Будівля побудована з каменю за сприяння Кепріанського монастиря. Тут відбулося перше шкільне навчання жителів села наприкінці XVIII — на початку XIX століття. Наприкінці ХІХ століття відкрито однокласне міністерське училище з навчанням російською мовою 3 роки, де один учитель навчав вузьке коло учнів релігії, російської мови з чистописом, арифметики та церковного співу.

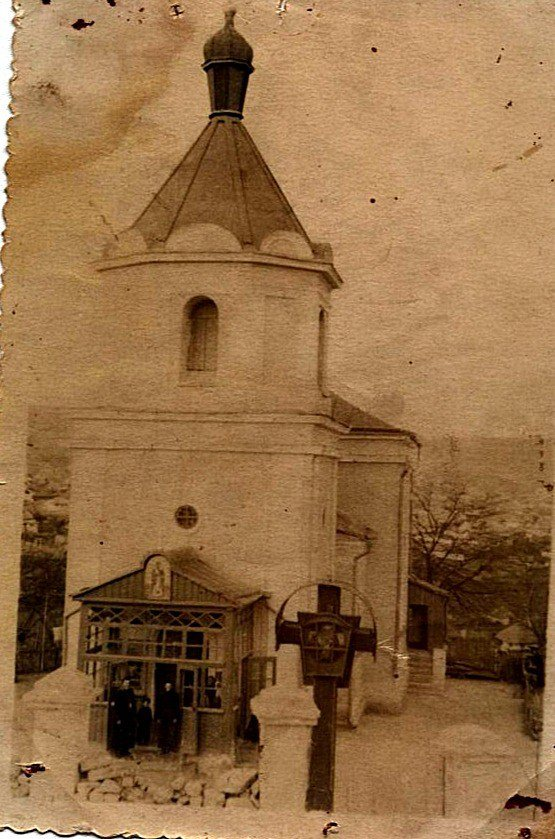
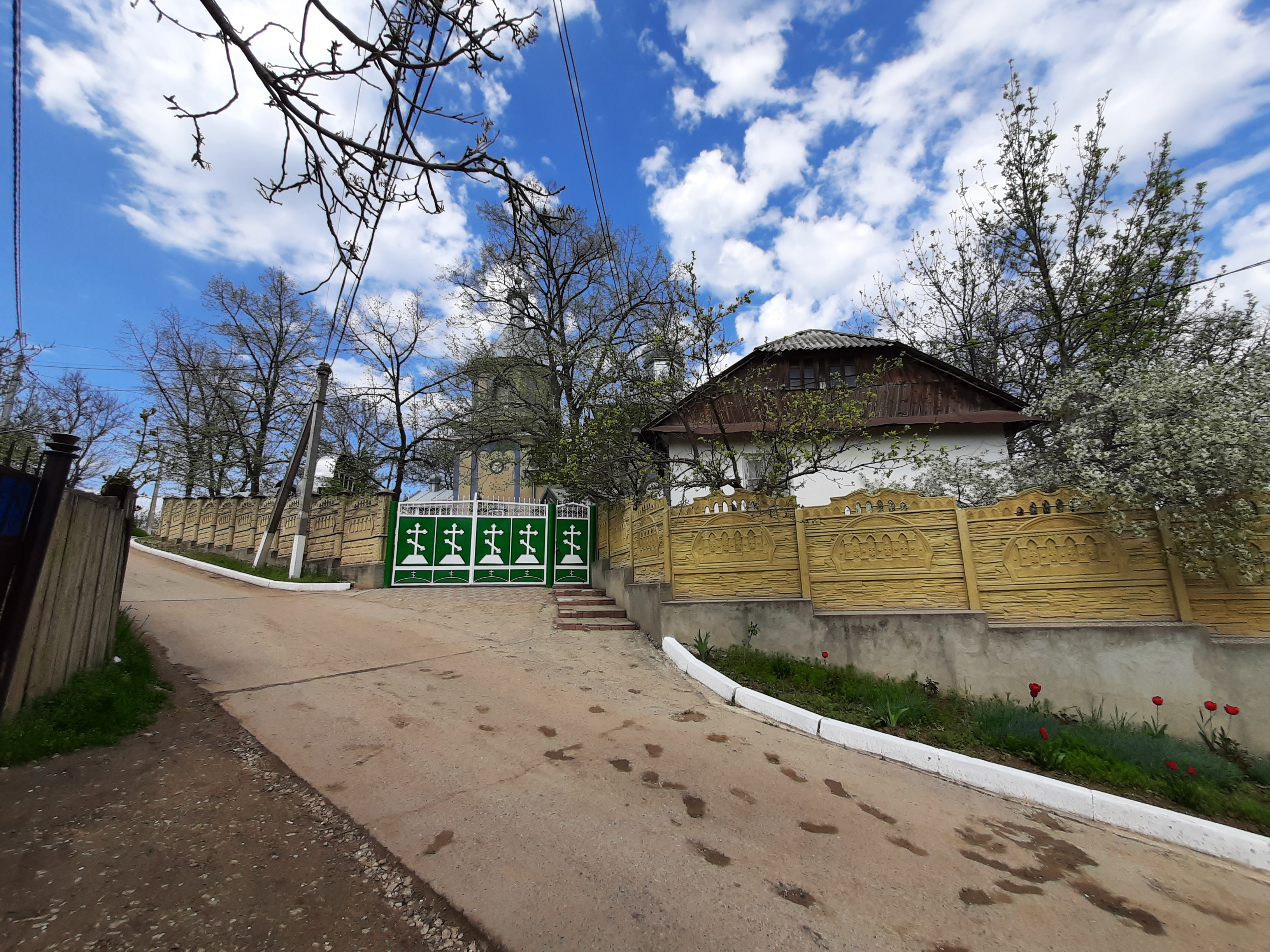
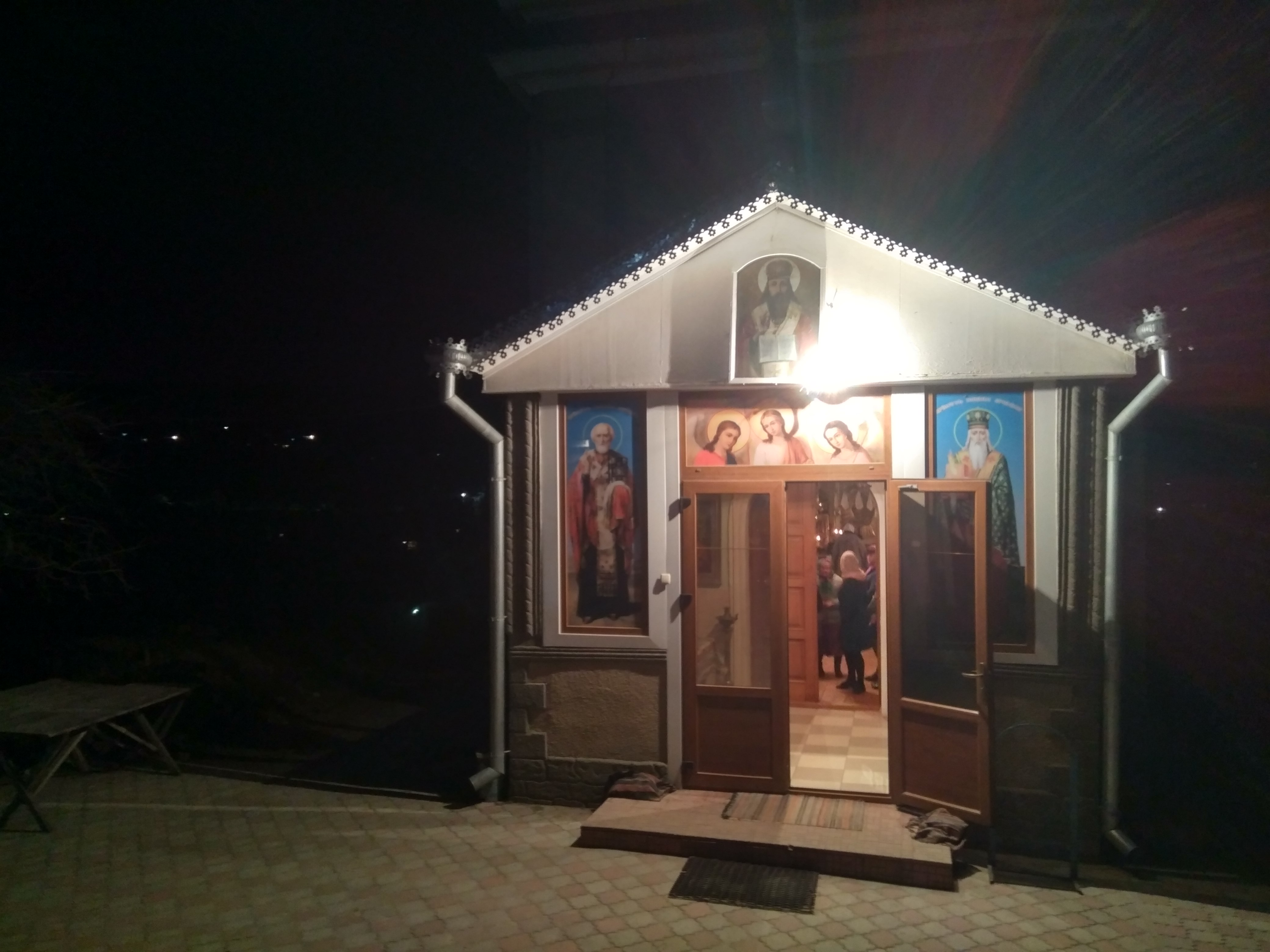
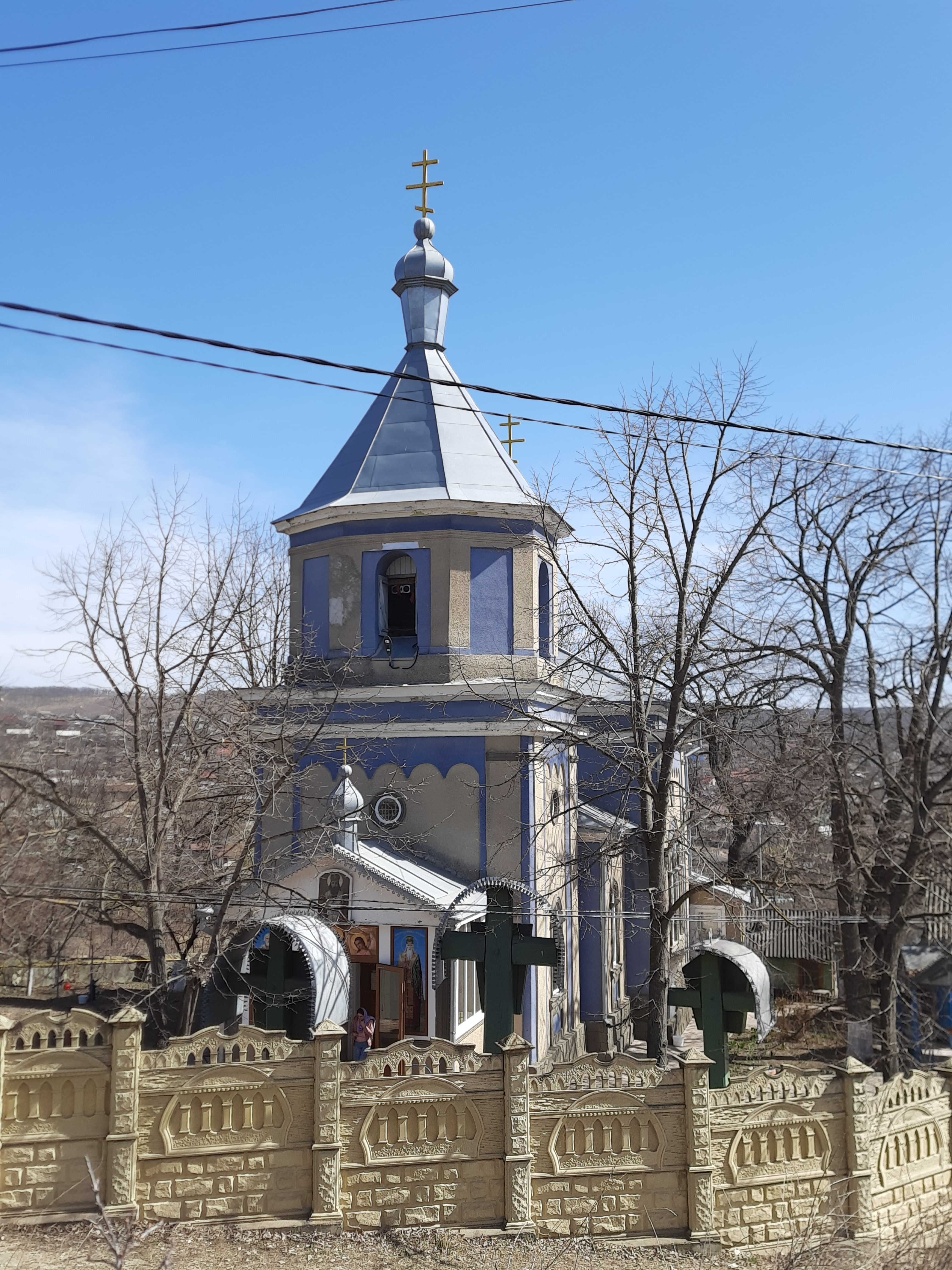